# Saint-Agnan (Saona i Loira)
Saint-Agnan és un municipi francès situat al departament de Saona i Loira i a la regió de Borgonya - Franc Comtat. L'any 2009 tenia 712 habitants.
| Data d'elecció | Identitat    | Partit | Qualitat |
| -------------- | ------------ | ------ | -------- |
| 2008-          | Paul Aubague |        |          |
|                |              |        |          |
|                |              |        |          |

| A partir de 1990: Població sense dobles comptes |

A Issanghi, un llogaret de la comuna, hi havia un priorat de l'orde de Grammont, fundat pels senyors de Borbó. Durant la Revolució Francesa, la ciutat va portar temporalment el nom de Blandenant. La comuna Les Guerreaux es va crear l'any 1868, en part a partir de terres que pertanyien a la comuna de Saint-Agnan. El lloc anomenat Le Boulet (antiga Boulay) era una comandància de l'Orde del Temple.